# La mano de Dios

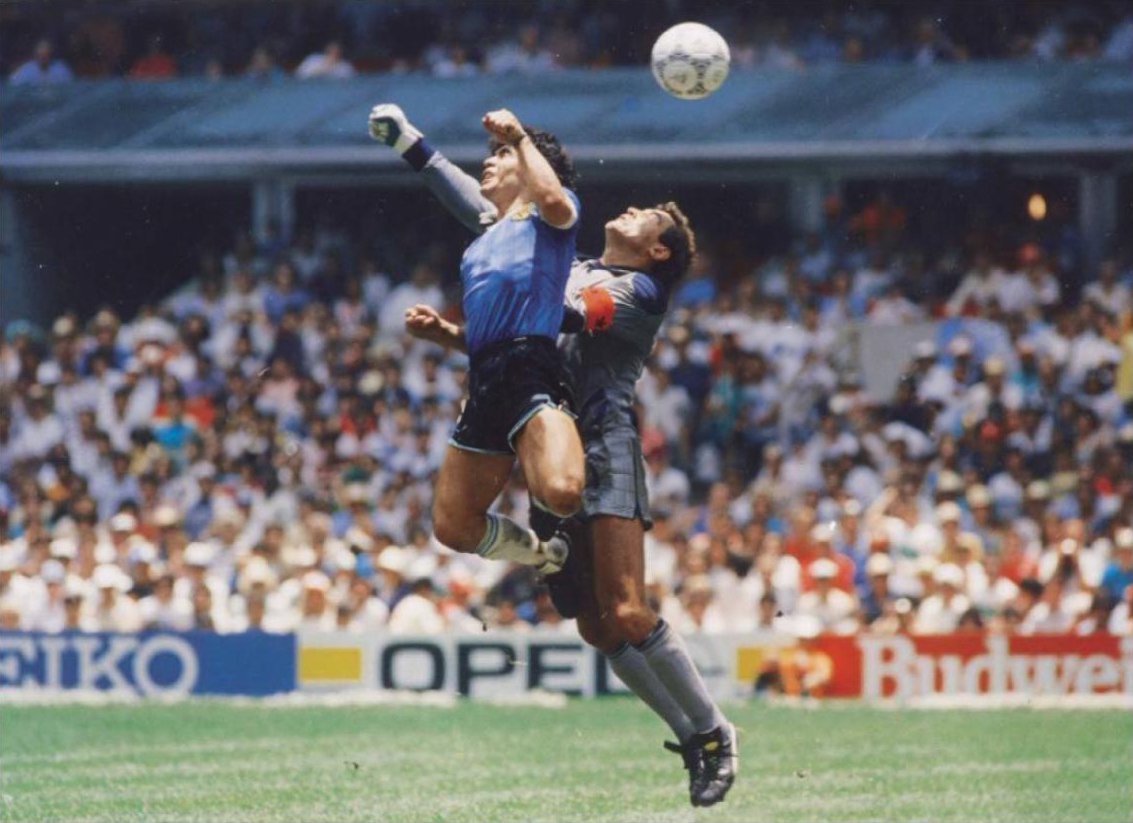
La jugada en la revista El Gráfico.

La mano de Dios es el nombre con el que se conoce al gol anotado con la mano por el futbolista argentino Diego Maradona en el partido entre Argentina e Inglaterra por los cuartos de final de la Copa Mundial de Fútbol de 1986, disputado el 22 de junio, en el Estadio Azteca de la Ciudad de México portería Norte. El otro gol del mismo partido fue el llamado «Gol del Siglo», también marcado por Maradona. 
El propio Maradona declaró luego del partido que el tanto lo había marcado «un poco con la cabeza y un poco con la mano de Dios», y a partir de allí la prensa mundial lo bautizó.

## El gol

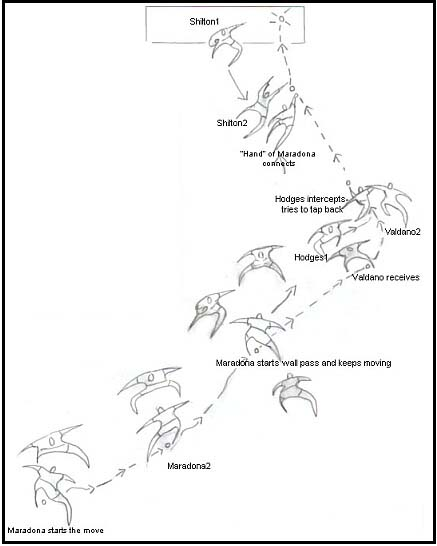
La jugada del gol de «La Mano de Dios»

Tras el primer tiempo, el partido aún estaba empatado. Maradona comenzaba a desequilibrar el encuentro, y cuando corría el minuto 6 del segundo tiempo llegó una de las jugadas más polémicas en la historia de los mundiales: Maradona tomó el balón fuera del área y con la pierna izquierda se lo pasó, entre varios defensas ingleses, a su compañero Jorge Valdano, quien intentó llevarlo, pero el esférico fue interceptado y lanzado atrás y arriba, en su afán por despejar, por el defensor Steve Hodge.
Por la inercia de la jugada, Maradona habría quedado en fuera de juego, pero por venir el balón de un contrario fue correctamente habilitado. Ya dentro del área y con la pelota cayendo, Maradona fue en su búsqueda a la par del guardameta Peter Shilton, 20 centímetros más alto que él. Shilton saltó adelantando su mano derecha, al mismo tiempo que Maradona lo hacía con el brazo izquierdo extendido. El puño de Maradona, cercano a su cabeza, golpeó antes el balón, que rodó hacia la meta. Maradona comenzó a festejar, mirando de reojo al árbitro y al juez de línea, y se relajó cuando el gol fue convalidado. Años después, Maradona contó en una entrevista que Checho Batista se le acercó alegando que había hecho el gol con la mano, a lo que Maradona le respondió «Callate la boca, boludo, y abrazame».
El árbitro Ali Bennaceur, de Túnez, validó el gol, pero tras los reclamos de los jugadores británicos pidió consejo a su segundo abanderado, quien ratificó el tanto.
Se menciona que el fotógrafo mexicano Alejandro Ojeda Carbajal inmortalizó este momento en una fotografía en que se ve claramente el golpe con la mano, sin embargo, no se puede comprobar que fue el autor, porque ni el fotógrafo o la empresa donde laboraba conservan el negativo de la fotografía icónica de la "Mano de Dios". 
En su biografía, Maradona expresó posteriormente:

Ahora sí puedo contar lo que en aquel momento no podía, lo que en aquel momento definí como «La mano de Dios»… Qué mano de Dios, ¡fue la mano del Diego! Y fue como robarle la billetera a los ingleses también…
Diego Armando Maradona

## «La historia ya está escrita»

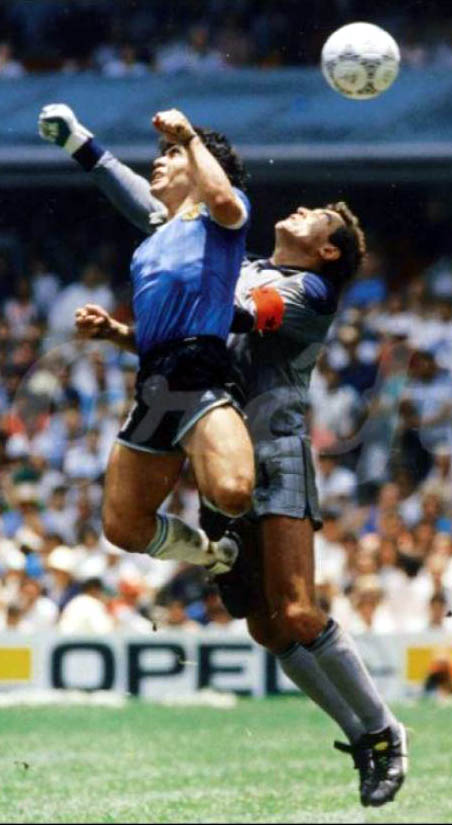
Diego Maradona durante el partido.

En 2005, diecinueve años después del polémico gol, Maradona confesó, en el programa La Noche del 10, que el gol efectivamente fue con la mano. Un hecho que generó opiniones diversas a lo largo del mundo. Mientras algunos lo apoyaron por decir la verdad y admitir su culpa, otros lo criticaron debido a la demora con que se produjo, ya que una vez finalizado el partido, este no podía ser modificado.
A comienzos de 2008, el diario The Sun publicó una nota en la que daban a entender que Maradona durante una visita a Inglaterra habría pedido perdón por lo que se describe como «el infame gol de La Mano de Dios». El diario, en primera instancia, cita la frase en esta forma: 

«If I could go back and change history I would.» («Si pudiera volver el tiempo atrás y cambiar la historia, lo haría»)

Pero, más adelante, repite la misma cita agregando la palabra apologize que no figuraba en la primera, a pesar de ser la misma frase: 

«Si pudiera disculparme, volver el tiempo atrás y cambiar la historia, lo haría»

Y completa la idea: 

«Pero el gol sigue siendo un gol, Argentina se proclamó campeona del Mundial y yo fui el mejor jugador del mundo. No puedo cambiar la historia. Todo lo que puedo hacer es seguir adelante».

Antes de que Maradona desmintiera el hecho, varios medios mundiales levantaron la noticia creando polémica en la opinión pública. Incluso el arquero inglés Peter Shilton rechazó las disculpas argumentando que ahora ya era demasiado tarde.
Maradona, a los pocos días de haber salido la nota, salió a desmentir todo, diciendo que el diario había cambiado los términos. A continuación, la nota:

Yo en ningún momento hablé de perdón. Hablé solamente de que la historia no se podía cambiar, de que yo no tengo por qué pedirle disculpas a nadie, porque fue un partido de fútbol en el que había cien mil personas en el Azteca, veintidós jugadores, que había dos líneas, que había un árbitro, que Shilton «el arquerazo ese» sale a hablar ahora y él no se había dado cuenta, se lo tuvieron que decir los defensores. Así que la historia ya está escrita, ya no la puede cambiar nada ni nadie. Y eso fue lo que dije. Yo nunca le pedí perdón absolutamente a nadie. Aparte no tengo que pedir perdón yendo a hacer una nota a Inglaterra. ¿Para qué? ¿Para ganarme a quién? Lo que más me jode es que se hacen eco en Argentina y hacen hablar a... gente que me conoce. Hablan de contradicciones. A los cuarenta y siete años me parece que pedirles disculpas a los ingleses es una estupidez.

A los pocos días, The Sun confirmó que había modificado la interpretación de las palabras de Maradona y pidió cambiar el nombre por «La mano del Diablo». En la banda original de la entrevista, se pudo comprobar que Maradona nunca había pedido perdón por el gol de «La mano de Dios».

## En la cultura popular
- El cantante de cuarteto Rodrigo Bueno cantó la canción «La mano de Dios» (compuesta por Alejandro Romero)[9] en homenaje a Diego Maradona, su gran ídolo.
- La serie infantil chilena 31 minutos satirizó el evento en el diario llamado "El Alarmista de Titirilquen" reportando que el personaje del Balón von Bola, comentarista deportivo del noticiero había sido el balón con el que se disputó el mundial y que efectivamente Maradona lo "tocó con la mano".[10]
- En diciembre de 2021, Netflix anunció la realización de una película llamada «Fue la mano de Dios».[11]